# Лапето, Георгий Дмитриевич
Георгий Дмитриевич Лапето (2 февраля 1941 — 1 апреля 2022) — советский актёр театра и кино.

## Биография
В 1969 году окончил Ленинградский государственный институт театра, музыки и кинематографии. Дебютировал в кино ролью метельщика Караколя в популярном фильме-сказке «Город мастеров» (1965). Затем работал вторым режиссёром на киностудии «Беларусьфильм», участвовал, в частности, в работе над фильмом «Мировой парень».
В 1970-е годы — снова в Москве, играл в литературно-драматической студии ВТО. Среди значительных ролей — Андрей Белугин в пьесах «Женитьба Белугина» А. Н. Островского и Лопахин «Из записок Лопахина». Снялся в нескольких небольших ролях: капитан Декусарэ в фильме «Дмитрий Кантемир» (1974), русский солдат в картине «Судьба» (1977).
Жена — актриса Евгения Иванчук.

## Роли в театре
С конца 1970-х годов — актёр Смоленского государственного драматического театра им. А. С. Грибоедова. Сыграл заметные роли в пьесах М. Булгакова «Дни Турбиных» (Тальберг), А. Галина, «Мать Иисуса» А. Володина.

## Фильмография
- 1965 — Город мастеров — Караколь, метельщик
- 1971 — Мировой парень, второй режиссёр
- 1973 — Дмитрий Кантемир — капитан Декусарэ
- 1977 — Судьба — русский солдат
- 1980 — Дыхание грозы — эпизод
- 1990 — Война на западном направлении — Лев Мехлис